# 3e régiment des forces spéciales
Le  3e régiment des forces spéciales Sviatoslav Ier (MU А0680) est une unité militaire ukrainienne de Forces spéciales stationnée à Kropyvnytskyi, Oblast de Kirovohrad.

## Historique
Devenu 1er régiment spécial par le décret du 3 juin 1998, il faisait partie du Commandement opérationnel sud. C'est le 7 septembre 2000 que le premier devient le troisième régiment spécial.
Le régiment est formé sur la base de la 10e brigade spéciale et a pris part à la guerre du Donbass. C'est depuis 2018 qu'il porte le nom de Sviatoslav le Brave.

### Guerre du Donbass
Entre avril et juin 2014, il est engagé à Paraskovika, raïon de Bakhmout, dans la protection d'un dépôt d'armes. Le 29 juillet 2014 est le jour le plus meurtrier pour le régiment. En effet , dirigé par les capitaines Taras Karpa et Kyril Andriyenko, un groupe de reconnaissance de 19 combattants effectue une opération d'évacuation des pilotes d'un avion ukrainien Su-25 abattu. Ils tombent dans une embuscade près du village de Snijne dans la région de Donetsk. Dix combattants du régiment sont tués dans la bataille, ainsi que le commandant du groupe, le lieutenant-colonel Sergiy Lyschenko.

### Invasion russe de l'Ukraine
Au déclenchement de l'invasion russe de l'Ukraine, le régiment est engagé dans l'offensive de Kiev. Il participe à la bataille de Hostomel où, au côté du 10e détachement spécial ils mènent une embuscade sur une colonne de la 31e brigade d'assaut aéroporté le 3 mars, leur infligeant de lourdes pertes détruisant et s'emparant de neuf véhicules dont 3 BMD-2, 3 BMD-4, 2 BTR-MD et un BTR-D sur la rue Buchanske. L'unité est ensuite employée lors de la bataille de Sievierodonetsk entre mai et juin 2022, lors de la contre-offensive de Kharkiv en septembre 2022. Elle est ensuite active lors de la bataille de Bakhmout du côté de Soledar puis lors de la bataille d'Avdiïvka.

## Chefs de corps
- 23 mars 2016 - 2020 : Oleksandr Trepak